# Mikhaïl Vielgorski
Le comte Mikhaïl Iourievitch Vielgorsky (en polonais : Michał Wielhorski), né à Saint-Pétersbourg le 11 novembre 1788 (22 novembre dans le calendrier grégorien) et mort à Moscou le 9 septembre 1856 (21 septembre dans le calendrier grégorien) ; 1788 - 1856 ) est un mécène et compositeur amateur russe d'origine polonaise. Il est le frère aîné de Matveï Vielgorski (en) et le père de Joseph Vielgorski (ru).
La maison Vielgorski, au milieu du xixe siècle, était le centre de la vie culturelle de Saint-Pétersbourg : elle était visitée par Glinka, Tioutchev, Berlioz, Liszt, Rubini et de nombreuses autres personnalités culturelles d'Europe et de Russie.

## Enfance
Il est le fils de Jerzy Wincenty Wielhorski (pl), diplomate polonais à la cour de Catherine II, membre de la Confédération de Targowica, conseiller privé actif dans la table russe des Rangs, et conseiller de la comtesse Sofia Dmitrievna Matiouchkina (d), demoiselle d'honneur de Catherine II.
En 1794, avec son père et ses frères, Mikhaïl se convertit à l'orthodoxie, et l'impératrice elle-même en fut la marraine.

## États de service
À l'âge de dix ans, Mikhaïl, avec son jeune frère, reçoit le titre de chevalier de l'Ordre de Malte par Paul Ier.
En janvier 1804, le comte Vielgorski obtient le rang de cour de Kammerjunker ; en même temps il entre au service du Collège des Affaires étrangères (ru), où il reste jusqu'en avril 1812, date à laquelle il est affecté au ministère de l'Instruction publique (ru). En 1818, il est muté au département du ministère de l'Intérieur (ru), mais en 1826 il revient au ministère de l'Instruction publique ; la même année, il obtint les grades de Kammerherr de la cour et de Egermeister faisant fonction. En 1827, il fait  fonction d'administrateur du district scolaire de Kharkov ; il est membre du Conseil principal des écoles situées à Saint-Pétersbourg et du Comité de la Direction du théâtre principal.
En 1832, alors qu'il tient déjà le rang de conseiller privé actif et de Stallmeister faisant fonction, Mikhaïl Vielgorski est nommé gardien honoraire du conseil d'administration de Saint-Pétersbourg : il dirige une maison d'enseignement, l'hôpital Mariinski (ru) et l'école des sourds-muets. En 1835, il reçoit le titre de Stallmeister, en 1838 celui de Hofmeister. En 1845, il est nommé membre du Conseil principal des établissements d'enseignement pour femmes. Enfin, en juin 1846, il reçoit le titre d'Oberschenk.

## Salons de Vielgorski à Saint-Pétersbourg
Depuis 1833, Vielgorski loue un appartement dans l'immeuble Golenichtchev-Koutouzov (ru), au 5 rue Italianskaïa, à Saint-Pétersbourg. Parmi les voisins de Vielgorski dans cette maison se trouvent le général Pavel Vassilievitch Golenichtchev-Koutouzov et le cornette du régiment de hussards I. K. Varlamov.
En 1844, Vielgorski achète une maison au numéro 9 de la même rue,, et y emménage.

## Musicien et philanthrope
Vielgorski réussit à attirer de nombreux musiciens dans son domaine de Louizino, au village de Fateïevka (ru), dans le gouvernement de Koursk, loin de la vie de la capitale. Dans les années 1820, sept des symphonies de Beethoven ont été jouées dans son domaine.
À Saint-Pétersbourg, Vielgorski a des amis célèbres tels que Pouchkine, Tioutchev, Joukovski et bien d'autres qui visitent son appartement et sa maison, pour y discuter de culture et d'art. Vielgorski fournit également une aide matérielle aux jeunes artistes et écrivains. En 1838, avec Joukovski, il organise une loterie, grâce aux fonds de laquelle le poète Taras Chevtchenko est racheté du servage.
Mikhaïl Vielgorski a une passion particulière pour la musique : il est excellent interprète et compositeur, amateur, mais selon Schumann, « un amateur brillant ».
Vielgorski développe des capacités musicales exceptionnelles dès l'enfance. Il joue du violon et du piano, étudie la composition et reçoit une formation musicale polyvalente. Il étudie le solfège et l'harmonie avec Vicente Martín y Soler et la composition avec Wilhelm Taubert. En 1804, alors que toute la famille vit à Riga, Vielgorski participe à des soirées de quatuor à domicile : la première partie de violon était jouée par son père, l'alto par Mikhaïl et la partie de violoncelle par son frère Matveï, un musicien interprète. Ne se limitant pas aux connaissances acquises, Vielgorski poursuit ses études de composition à Paris avec Luigi Cherubini, le célèbre compositeur et théoricien.
Éprouvant un grand intérêt pour tout ce qui est nouveau, Vielgorski rencontre Ludwig van Beethoven à Vienne et a été parmi les huit premiers auditeurs lors de la représentation de sa Symphonie Pastorale. Tout au long de sa vie, il est resté un ardent admirateur du compositeur allemand. Vielgorsky compose l'opéra Tsiganes sur une intrigue liée aux événements de la guerre patriotique de 1812 (livret de Vassili Joukovski et Vladimir Sollogoub), et est l'un des premiers en Russie à maîtriser les grandes formes symphoniques, écrivant deux symphonies (la première a été jouée en 1825 à Moscou), un quatuor à cordes, deux ouvertures. Il a également créé des Variations pour violoncelle et orchestre, des pièces pour pianoforte, des romances, des ensembles vocaux, ainsi qu'un certain nombre de compositions chorales. Les romances de Vielgorsky étaient très populaires. Mikhaïl Glinka jouait volontiers sa romance Любила я (« J'ai aimé »).
La maison de Vielgorski réunit de véritables connaisseurs de musique, des artistes et des musiciens s'y produisent, de nombreuses compositions y sont interprétées pour la première fois. Lors d'une tournée à Saint-Pétersbourg, Franz Liszt séjourne chez Vielgorski et rencontre Mikhaïl Glinka ; il y joue pour la première fois la partition de l'opéra Rouslan et Ludmila de Glinka. Le poète Dmitri Vénévitinov a qualifié la maison de Vielgorski d'« académie du goût musical » et Hector Berlioz, de passage en Russie, d'un « petit temple des beaux-arts ». Mikhaïl Vielgorski parle couramment l'allemand, le français et l'italien et favorise activement la communication entre les invités russes et étrangers.
Mikhaïl Vielgorski meurt à Moscou le 9 septembre 1856 (21 septembre dans le calendrier grégorien). Son gendre, le comte Vladimir Sollogub dit de lui :

« Le comte Vielgorski est passé inaperçu dans la vie russe ; même dans la société où il vivait, il n'était apprécié que d'un petit nombre. Il ne cherchait pas la gloire, fuyait la lutte, et malgré cela — ou peut-être justement à cause de cela — était une personnalité extraordinaire : philosophe, critique, linguiste, médecin, théologien, hermétique, membre honoraire de toutes les loges maçonniques, âme de toutes les sociétés, père de famille, épicurien, courtisan, dignitaire, artiste, musicien, camarade, juge, il était une encyclopédie vivante du savoir le plus profond, un modèle des sentiments les plus tendres et de l'esprit le plus enjoué. »,

Il est enterré au cimetière Saint-Lazare du monastère Saint-Alexandre-Nevski de Saint-Pétersbourg.
En 1993, une partie des locaux de la maison Vielgorski a été transférée au gymnase russe du Musée russe.

## Famille

### Premier mariage
La première épouse de Mikhaïl Vielgorski est la demoiselle d'honneur Ekaterina Biron (1793-1813), nièce du dernier duc de Courlande. Ce mariage a été facilité par l'impératrice Maria Feodorovna. Le mariage a lieu en février 1812 dans la Grande Église du Palais d'Hiver. Ce mariage a renforcé la position de Vielgorski à la cour.
Dans les mémoires d'une contemporaine, Ekaterina Biron est décrite comme une enfant douce et naïve qui aimait la dentelle et les robes. Après le mariage, les Vielgorski déménagent à Moscou et la guerre patriotique éclate peu après. Fuyant l'ennemi, ils partent pour l'un de leurs domaines. En janvier 1813, le couple Vielgorski décide de retourner à Saint-Pétersbourg, alors que la grossesse d'Ekaterina touche à son terme. À peine arrivés à Moscou, incendiée, les Vielgorski s'installent dans la maison du prince Golitsyne, où Catherine meurt en couches. Leur parent écrit à propos de cette tragédie :

« Le sort de la pauvre Katicha peut servir de leçon à ceux qui veulent s'en servir. Craignant d'accoucher loin de Saint-Pétersbourg, c'est-à-dire sans l'aide d'une médecine faible, elle entreprit un voyage qui lui coûta la vie. Les Vielgorski sont partis au dégel même, de sorte que Katicha est arrivée à Riazan complètement brisée. Pendant le trajet, elle a ressenti les plus fortes souffrances... Même des hommes en bonne santé, venant de Moscou, se plaignent d'avoir tous été secoués. L'infortuné Vielgorski a passé un très mauvais moment. Ils sont arrivés tant bien que mal à Moscou, où la malheureuse femme a souffert pendant quarante heures et a finalement donné naissance à une fille. Le lendemain de l'accouchement, elle délire... Pendant six jours, elle souffre et meurt sans communier... C'est dommage pour Michel, d'autant plus qu'il s'attribue son malheur. »,

### Deuxième mariage
En 1816, Mikhaïl Vielgorski épouse secrètement la sœur aînée de sa première femme, Louiza Biron (ru) (1791-1853), la demoiselle d'honneur de l'impératrice Marie. Un tel mariage, selon les règles de l'église, est considéré comme illégal. À cause de cette union déshonorante, Vielgorski est contraint de partir pour son domaine de Louizino, dans le gouvernement de Koursk. Les Vielgorski vivent dans ce domaine pendant plusieurs années. C'est là que naissent leurs enfants :
- Joseph Mikhaïlovitch (ru) (1817-1839), ami de Gogol, mort de consomption à Rome, dont la courte vie est décrite par Gogol dans ses Nuits à la villa[11].
- Apollinaria Mikhaïlovna (1818-1884), baptisée le 8 novembre 1818 en l'église de l'Ascension de Saint-Pétersbourg, filleule du comte Grigori Tchernychov (ru) et de Varvara Lanskaïa (ru)[12] ; mariée depuis 1843 à Alexeï Vénévitinov, frère du poète Dmitri Vénévitinov.
- Sofia Mikhaïlovna (1820-1878), depuis 1840 l'épouse de l'écrivain Vladimir Sollogoub.
- Mikhaïl Mikhaïlovitch (1822-1855), conseiller d'État, membre à part entière de la Croix-Rouge, comte Vielgorski-Matiouchkine depuis 1853. Il meurt d'une inflammation du cerveau à Simferopol[13].
- Anna Mikhaïlovna (1823-1861), épouse du prince Alexandre Chakhovskoï (ru) (1822-1891) depuis 1858. Selon certains mémorialistes, Gogol en était amoureux et aurait voulu l'épouser, mais sachant que Louiza Vielgorskaïa n'accepterait pas cette mésalliance, il ne fit pas sa demande.

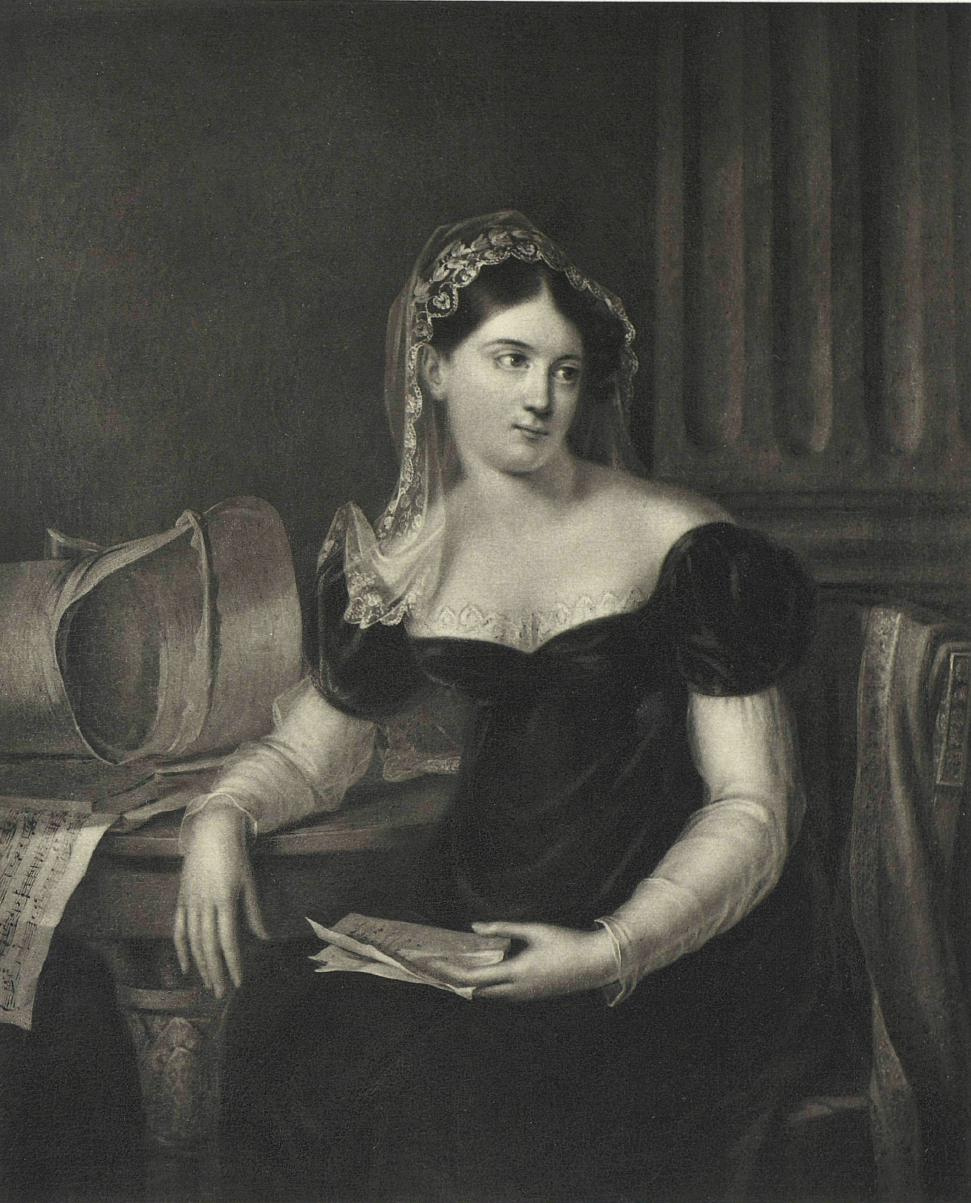
Louiza Karlovna Vielgorskaïa
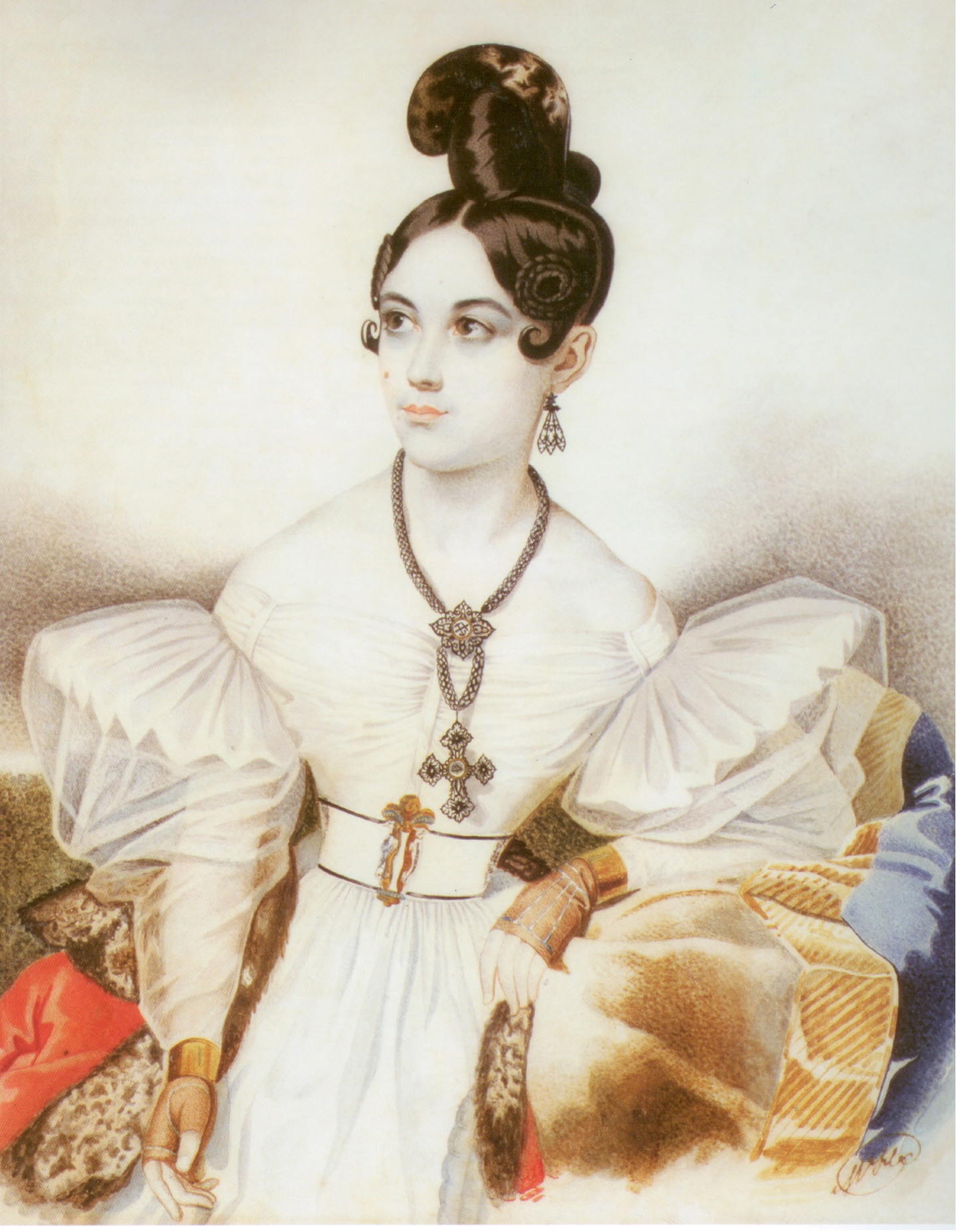
Apollinaria Mikhaïlovna
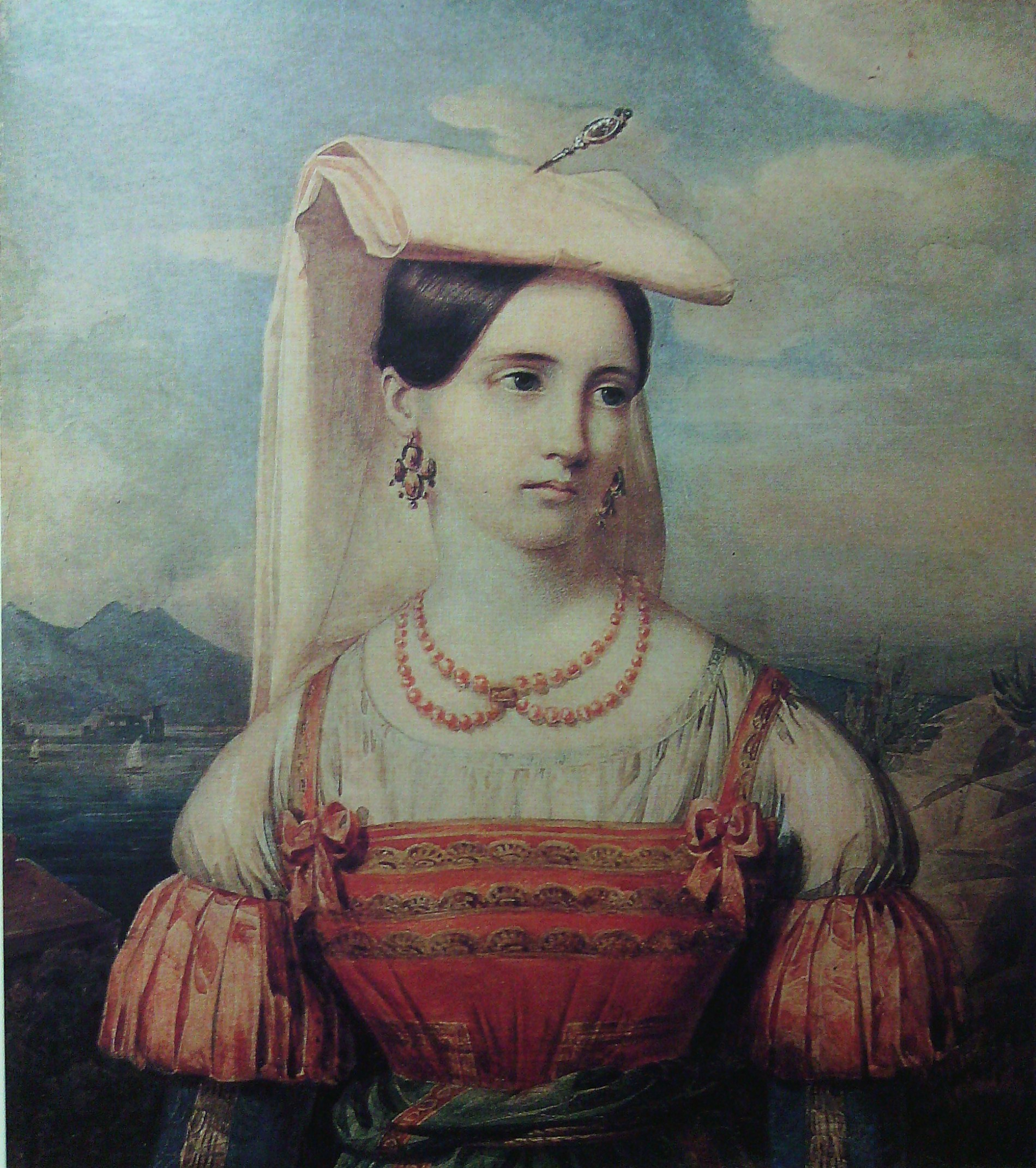
Sofia Mikhaïlovna
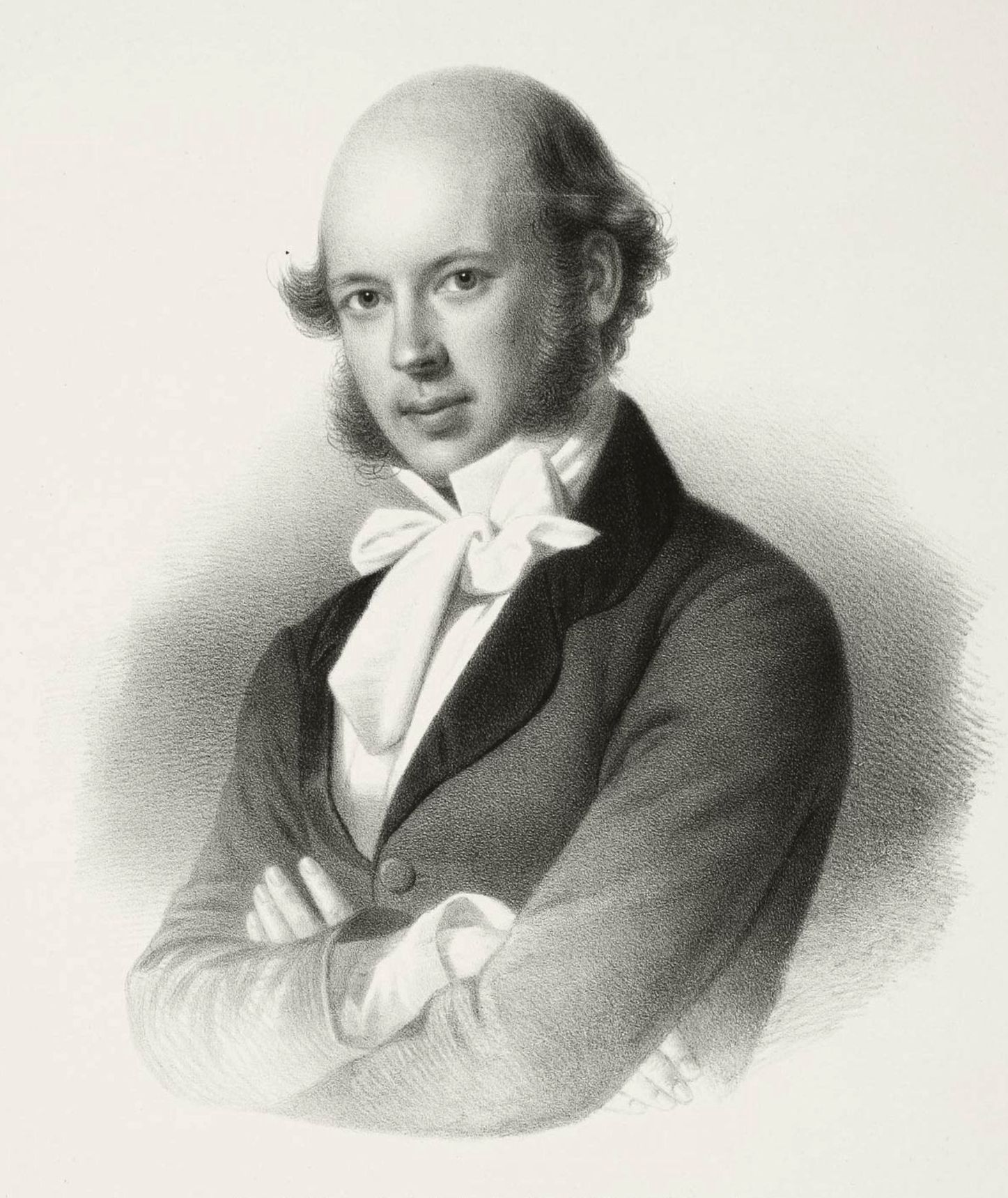
Mikhaïl Mikhaïlovitch
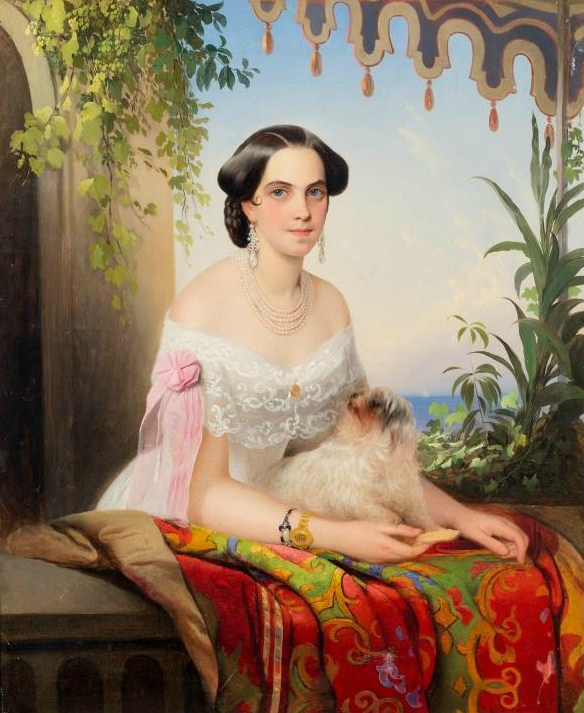
Anna Mikhaïlovna